# NASCAR Winston Cup de 1973
A Temporada da NASCAR Winston Cup de 1973 foi a 25º edição da Nascar, com 28 etapas disputadas o campeão foi Benny Parsons.